# Amelia Pinto (Opernsängerin)

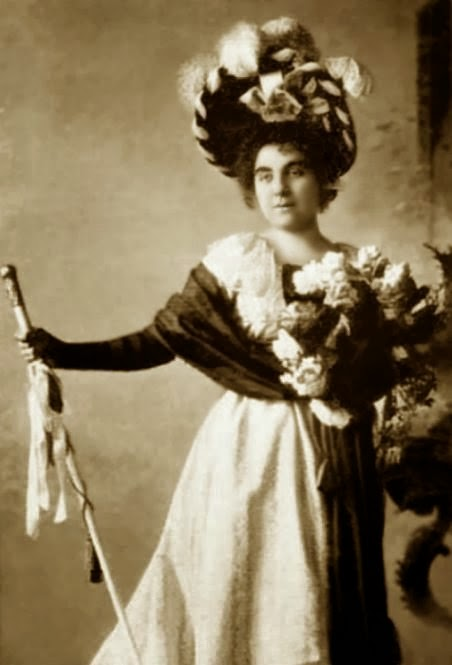
Amelia Pinto als Tosca (1899)

Amelia Pinto (geb. 21. Januar 1876 in Palermo; gest. 21. Juni 1946 ebenda) war eine italienische Opernsängerin (Sopran).

## Leben und Wirken
Amelia Pintos Geburtsjahr wird in einigen Quellen auch mit 1878 angegeben. Sie war die Tochter des Fechtmeisters Giuseppe Mancuso und dessen Frau Francesca. Beide Eltern waren musikalisch, ihre Mutter hatte eine gute Sopranstimme. Als Kind erhielt Pinto Klavierunterricht. Ihre Studien begann sie 1897 am Conservatorio San Pietro a Majella in Neapel  und setzte diese ein Jahr später in Rom an der Accademia di Santa Cecilia bei Zaira Cortini Falchi fort.
Im Dezember 1899 gab sie ihr Debüt am Teatro Grande in Brescia in der Titelpartie von Ponchiellis La Gioconda, wo sie auch als Zuana in der Oper Tartini, o Il trillo del Diavolo von Stanislao Falchi sang. 1900 hatte sie als Tosca am Teatro del Giglio in Lucca großen Erfolg und erlangte damit auch die Bewunderung des Komponisten Puccini. Sie wurde zum Vorsingen an das Teatro alla Scala eingeladen und debütierte dort im Dezember 1900 in der Mailänder Erstaufführung als Isolde in Wagners Tristan und Isolde. Ihr Partner als Tristan war Giuseppe Borgatti, es dirigierte Arturo Toscanini. An der Scala konnte man sie in der Folge auch als Brünnhilde (Die Walküre), in den Titelpartien in Tosca und Die Königin von Saba sowie als Margherita in Mefistofele sehen und hören.
Im Jahr 1901 unternahm sie eine Tournee nach Argentinien. Im März 1902 übernahm sie an der Scala die Partie der Ricke in der Uraufführung von Alberto Franchettis Germania unter Toscaninis Leitung, an der Seite von unter anderem Enrico Caruso. Im selben Jahr sang sie Isolde in Ravenna und ging mit Pietro Mascagnis Kompanie auf eine ausgedehnte USA-Tournee, wobei sie Hauptrollen in Mascagnis Opern Cavalleria rusticana und Zanetto übernahm. Danach sang sie in Lissabon die Titelrolle in Meyerbeers L’Africaine sowie in La Gioconda. 1903–1904 verkörperte sie in Rom am Teatro Costanzi Isolde und Gioconda sowie ebendort 1904–1906 die Marguerite in La damnation de Faust.
Im Jahr 1904 debütierte sie in Palermo als Elisabeth in Tannhäuser und nahm an einer Tournee nach Ägypten teil mit Gabriel Duponts La Cabrera. In der französischen Erstaufführung trat sie 1905 als Stephana in Giordanos Oper Siberia am Pariser Théâtre Sarah-Bernhardt auf, Gastspiele führten sie mit L’Africaine und La Gioconda nach Madrid.
1907 trat sie am Teatro Massimo in Palermo als Tosca vor König Viktor Emanuel III. auf, im selben Jahr absolvierte sie Gastspiele als Isolde am Teatro San Carlo in Neapel und am Teatro Comunale di Bologna. 1908 sang sie am Teatro Colón in Buenos Aires, diesmal eine Vielzahl von Rollen – darunter Isolde, Brünnhilde in Siegfried, Tosca, Gioconda, Medea, Donna Anna und Königin von Saba.
Im Jahr 1903 heiratete Pinto den sizilianischen Arzt Nino Contino. In der Ehe wurden die Kinder Filippo (* 1909),  Rosa Isotta (1911–1917) und Giuseppe (* 1917) geboren. Nach der Geburt ihrer ersten beiden Kinder zog sie sich schrittweise von der Bühne zurück. Sie wirkte in einigen Konzerten mit, nahm 1913 an der Wagner-Gedenkfeier im Teatro Massimo teil und trat 1914 nochmals als Isolde an der Scala auf. Im Jahr 1916 verabschiedete sie sich am Teatro Real in Madrid mit Vorstellungen als Gioconda, Isolde und Brünnhilde (Walküre). In der Folge lebte die Familie für einige Jahre in Sassari auf Sardinien, wo ihr Mann eine Professur innehatte.
Pinto wirkte auch als Konzertsängerin, beispielsweise 1901 als Solistin bei der Uraufführung des Oratoriums Mosè von Lorenzo Perosi unter Toscaninis Leitung. Nach ihrem Abschied von der Opernbühne sang sie noch vereinzelt in Benefizkonzerten, zuletzt 1936 in der Kathedrale von Messina, wo sie das Salve regina interpretierte, beruhend auf einer Komposition von Riccardo Casalaina (1881–1908), der beim Erdbeben von Messina 1908 ums Leben gekommen war.
Pinto war auch als Gesangslehrerin tätig, zu ihren Schülern zählte die Sopranistin Ester Mazzoleni (1883–1982). Die letzten Jahre ihres Lebens verbrachte sie in Palermo, wo sie in Folge einer schweren Erkrankung starb.

## Opernrepertoire
Pintos Stimme war prädestiniert für Wagner-Partien und das Repertoire des Verismo. Neben der weiblichen Titelpartie in Tristan und Isolde übernahm sie in Wagner-Werken die Elisabeth im Tannhäuser und die Brünnhilden in Walküre und Siegfried. Zum veristischen Repertoire zählte auch die Stephana in Siberia und die Santuzza in Cavalleria rusticana.
Ihr Rollenspektrum reichte vom späten 18. Jh. bis zu den zeitgenössischen Komponisten. Beispielsweise war sie als Donna Anna in Mozarts Don Giovanni besetzt und in der Titelrolle in Cherubinis Medea. Aus dem Kanon der französischen Grand opéra ragen drei Rollen hervor, die Titelpartien in Halévys La Juive und Meyerbeers L'Africaine, weiters  Marguerite de Valois in Meyerbeers Les Huguenots. Von Verdi sang sie nur selten die Leonore im Trovatore und die Desdemona im Otello, weiters im Verdi-Gedenkkonzert am 1. Februar 1901 in der Scala als Leonore das Finale des 2. Aktes von La forza del destino. Ihre Partner waren damals Enrico Caruso und Francesco Tamagno. Eine häufig verkörperte Partie war auch die Titelfigur in Goldmarks Königin von Saba. Des Weiteren sang sie Zuana in Stanislao Falchis Tartini, o Il trillo del Diavolo und Ricke in Franchettis Germania.

## Tondokumente
Seltene Schallplatten erschienen bei G & T (Mailand, 1902), Fonotipia und Columbia.